# فرودگاه مک‌کویستن
فرودگاه مک‌کویستن (به انگلیسی: McQuesten Airport) یک فرودگاه همگانی است که یک باند فرود شن و چمن دارد و طول باند آن ۸۵۰ متر است. این فرودگاه در کشور کانادا قرار دارد و در ارتفاع ۴۵۷ متری از سطح دریا واقع شده‌است.